# 内堀組
内堀組（うちぼりぐみ）は、神奈川県川崎市川崎区に本部を置く暴力団で、指定暴力団・稲川会の三次団体。

## 経歴
1980年代、山川一家組員であった内堀和也が川崎市で結成した。内堀が山川一家内で昇格してゆくにつれ、稲川会の中核団体といわれる山川一家を支える組織として成長した。

2008年3月、内堀が山川一家三代目を継承し、若頭・小林 稔が二代目を継承した。
2022年現在、三代目組長を高原廣伸が務めている。

## 歴代組長
- 初代 - 内堀和也（六代目稲川会会長/三代目山川一家総長/二代目山川一家若頭）
- 二代目 - 小林 稔（六代目稲川会組織委員長[1]/四代目山川一家総長/三代目山川一家組織委員長）
- 三代目 - 高原廣伸（六代目稲川会代表理事/四代目山川一家本部長）

## 最高幹部
- 組長 - 高原廣伸（稲川会代表理事、四代目山川一家本部長）
- 若頭 - 平野裕泰（稲川会理事、四代目山川一家幹部）
- 本部長 - 佐々明光
- 組織委員長 - 清水久司（稲川会代表専務理事、三代目山川一家執行部若中）
- 執行委員長 - 澁谷優一（稲川会代表専務理事、三代目山川一家執行部若中）
- 懲罰委員長 - 鈴木孝典（稲川会専務理事、三代目山川一家直参若中）